# 朱常淳
吉安王朱常淳（？—1618年），明朝第五代吉王吉宣王朱翊鑾庶第一子。他於萬曆九年（1581年）封世子，在萬曆四十六年（1618年）過世，諡安惠世子。夫人饒氏。嫡長子朱由楝嗣位吉王後，追封朱常淳為吉安王，並請求追封其母饒氏爲王妃。

## 子女
1. 吉貞王朱由楝